# Cronaca anglosassone
La Cronaca anglosassone è una collezione di annali, scritta in inglese antico, che racconta la storia degli Anglosassoni. Il manoscritto originale della Cronaca è stato scritto alla fine del IX secolo, probabilmente nel Wessex, durante il regno di Alfredo il Grande. Furono create molte copie della versione originale, che fu distribuita nei monasteri inglesi, dove venivano aggiornate indipendentemente le une dalle altre. In un unico caso, la Cronaca è stata ancora aggiornata attivamente nel 1154.
Nove manoscritti sono sopravvissuti in modo completo o in parte, sebbene non tutti siano di uguale valore storico e nessuno di essi sia in versione originale. Sembra che il più antico sia stato incominciato alla fine del regno di Alfredo, mentre il più recente è stato scritto nell'abbazia di Peterborough (Cronaca di Peterborough) dopo un incendio scoppiato nel 1116. Quasi tutto il materiale della Cronaca è scritto sotto forma di annali, per anno; le parti più antiche sono datate 60 a.C. (la data degli annali che indicano l'invasione di Cesare in Britannia), e le fonti storiche fanno seguito agli anni in cui la Cronaca fu scritta, nel momento in cui contemporaneamente iniziarono le documentazioni. Questi manoscritti collettivamente vengono chiamati la Cronaca Anglosassone.
La Cronaca non è obiettiva: ci sono occasioni in cui il confronto con altre fonti medioevali fa capire che gli amanuensi che l'hanno scritta hanno omesso degli eventi o hanno raccontato una versione di parte delle storie; ci sono anche alcuni punti in cui le diverse versioni si contraddicono l'un l'altra. Presa nel suo insieme, comunque, la Cronaca è la fonte storica più importante per il periodo vissuto in Inghilterra tra la partenza dei Romani e i decenni che seguirono la conquista dei Normanni. Molte delle informazioni date dalla Cronaca non sono scritte da nessun'altra parte. Inoltre, i manoscritti sono importanti fonti per la storia della lingua Inglese; in particolare, il più recente, il "Peterborough text", contiene, nell'ultima registrazione, uno dei più antichi esempi esistenti del Middle English (Inglese medio).
Sette dei nove manoscritti rimasti e alcuni frammenti si trovano ora nella British Library. Gli altri due si trovano nella "Bodleian Library" a Oxford e nella "Parker Library" del Corpus Christi College, a Cambridge.
Il termine "anglosassone" sembra essere un'aggiunta successiva, dato che la prima edizione, stampata nel 1692, era intitolata Chronicum saxonicum.

## Composizione
Tutti i manoscritti rimasti sono copie, quindi non è noto per certo dove o quando sia stata scritta la prima versione della Cronaca. Generalmente si conviene che la versione originale fu scritta verso la fine del nono secolo, da uno scriba del Wessex. Dopo che fu completata la stesura della Cronaca originale, furono scritte delle copie e vennero distribuite ai vari monasteri. Ulteriori copie furono scritte per una distribuzione più rapida o per prendere il posto di manoscritti andati persi e alcune furono aggiornate indipendentemente le une dalle altre. Alcune di queste ultime copie sono pervenute a noi.
Il manoscritto esistente più antico, The Winchester Chronicle, è stato scritto da un solo scriba fino all'anno 891. Lo scriba scrisse il numero dell'anno, DCCCXCII, a margine della riga seguente; il materiale successivo fu scritto da altri scribi. Questo sembra collocare la composizione della cronaca non più tardi dell'892; un'ulteriore prova è fornita dall'uso della Cronaca da parte del vescovo Asser che si trova nel suo lavoro “Life of King Alfred” composta nell'893. È risaputo che il manoscritto di Winchester è molto vicino all'originale Cronaca; nonostante ciò, non c'è nessuna prova che la Cronaca sia stata composta a Winchester. È inoltre difficile stabilire la data della composizione, ma generalmente si pensa che le Cronache vennero scritte durante il regno di Alfredo il Grande (871 – 899), dato che Alfredo cercò deliberatamente di far rivivere l'istruzione e la cultura durante il suo regno e incoraggiò l'uso dell'inglese come lingua scritta. Le Cronache, così come la distribuzione delle copie agli altri centri di cultura, possono essere una conseguenza dei cambiamenti introdotti da Alfredo.

## Manoscritti
Dei nove manoscritti rimasti sette sono scritti interamente con un Old English (inglese antico, detto anche anglosassone). Uno dei quali chiamato “Bilingual Canterbury Epitome”, è in Old English con la traduzione di ogni annale in latino. Un altro manoscritto, “ "Peterborough Chronicle"” è in Old English tranne l'ultima registrazione che è scritta nel primo Middle English. Il più vecchio (Corp. Chris. MS 173) è conosciuto come “The Winchester Chronicle” o the “Parker Chronicle”(in onore di Matthew Parker, un vescovo di Canterbury, che una volta lo possedeva). Sei dei manoscritti furono stampati in un'edizione del 1861 per la “Rolls Series” da Benjamin Thorpe con il testo disposto in colonne e contrassegnate dalla A alla F. Seguendo questa convenzione i tre manoscritti aggiuntivi sono spesso chiamati [G], [H] e [I]. I manoscritti sopravvissuti sono elencati qui sotto.
I manoscritti sopravvissuti sono:

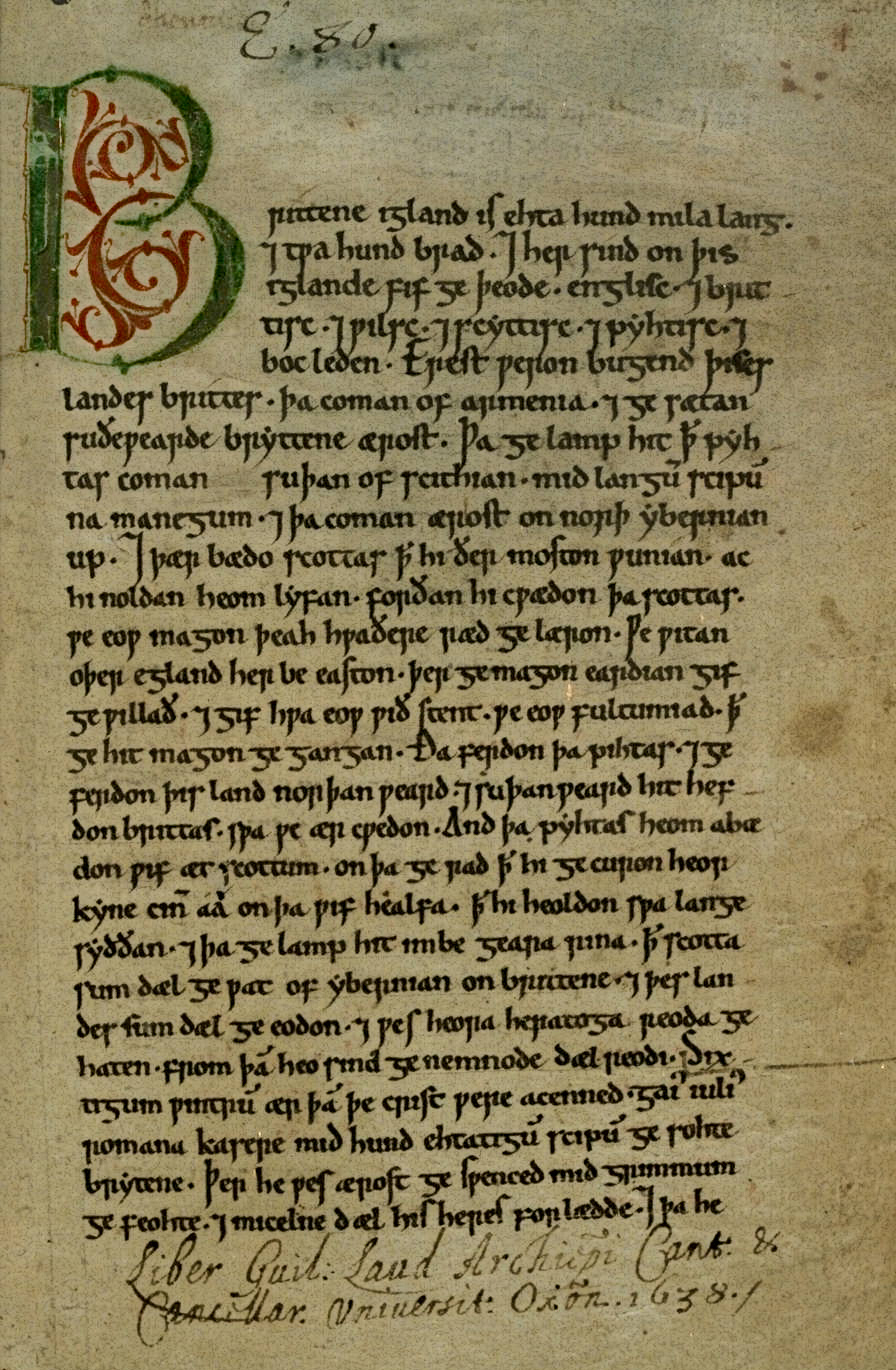
Pagina iniziale della Cronaca di Laud.

- Versione A: Cronaca di Parker (Corpus Christi College, Cambridge, MS. 173); Frammento Cottoniano (British Museum, Cotton MS. Otho B xi, 2)
- Versione B: Cronaca di Abingdon I (British Museum, Cotton MS. Tiberius A vi)
- Versione C: Cronaca di Abingdon II (British Museum, Cotton MS. Tiberius B i)
- Versione D: Cronaca di Worcester (British Museum, Cotton MS. Tiberius B iv)
- Versione E: Cronaca di Laud (o Cronaca di Peterborough) (Bodleian, MS. Laud 636)
- Versione F: Epitome bilingue di Canterbury (British Museum, Cotton MS. Domitian A viii) - in inglese e latino.
- Versione G: Copia delle "Winchester Chronicle" (British Library, Cotton Otho B. xi + Otho B. x)
- Versione H: Frammento Cottoniano (British Museum, Cotton MS. Domitian A ix)
- Versione I: An Easter Table Chronicle (British Museum, Cotton MS. Caligula A xv)

La versione A è di particolare importanza per la datazione della cronaca. Il manoscritto è stato redatto da tredici o quattordici scrivani il primo dei quali scrisse attorno all'891. Per questa ragione la composizione della cronaca è generalmente datata al regno di re Alfredo il Grande.

## Importanza
La Cronaca Anglosassone è la più importante fonte per la storia inglese nel periodo anglosassone. Senza la Cronaca e la Historia ecclesiastica gentis Anglorum (la storia ecclesiastica della popolazione inglese) di Beda, sarebbe stato impossibile scrivere la storia dell'Inghilterra a partire dai Romani fino alla conquista dei Normanni. È chiaro che le documentazioni e alcuni tipi di annali iniziarono a essere redatti in Inghilterra nel primo periodo di diffusione del Cristianesimo, ma nessun'altra fonte sopravvive nella sua forma originale. Subito furono incorporati in lavori successivi, e si pensa che probabilmente la Cronaca contenga molte di queste parti. La storia che racconta infatti non raccoglie solo gli eventi dei quali furono testimoni i suoi redattori, ma reca informazioni registrate dagli annalisti più antichi.
La sua importanza non è esclusivamente di natura storica, ma anche linguistica, testimoniando lo sviluppo della lingua inglese. I brani contenuti nella The Peterborough Chronicle, ad esempio, passano dall'inglese arcaico standard letterario al primitivo inglese dell'età di mezzo dopo il 1131.
La Cronaca reca - a partire dal decimo secolo - alcune poesie in inglese arcaico redatte per celebrare le figure regali e i loro successi: The Battle of Brunanburh (937), sulla vittoria di re Æthelstan contro le forze combinate dei Vichinghi, degli Scozzesi e dei Britanni Strathclyde, e cinque poesie più corte, Capture of the Five Boroughs (942), The Coronation of King Edgar (973), The Death of King Edgar (975), The Death of Prince Alfred (1036), and The Death of King Edward the Confessor (1065).

## Affidabilità e fonti
Dopo che fu scritta la cronologia originale, le copie furono conservate in diversi monasteri, dove furono aggiornate indipendentemente l'uno dall'altro. Talvolta, venivano riportati fatti considerati importanti per la gente del luogo (come la fertilità di un raccolto o la scarsità di api), mentre erano trascurati eventi politici distanti, anche se di grande importanza. L'esame combinato dei singoli annali ha comunque permesso agli studiosi di avere un quadro d'insieme e di produrre un documento che è, di fatto, la prima storia continuativa scritta da europei nella loro lingua. 
Alcuni degli annali sono derivati da fonti precedenti, quali Prospero di Aquitania e san Beda il Venerabile, come dimostrato dalla trattazione del 430:
Prospero di Aquitania scrisse questo nella trattazione dell'anno 430: Palladio fu mandato da Papa Celestino presso gli scoti che credevano in Cristo e fu ordinato vescovo (il primo per loro). Beda seppe di questa storia che fu ripetuta da lui: Nell'anno 430 Palladio fu mandato da Papa Celestino presso gli scoti che credevano in Cristo per diventare il loro primo vescovo. L'anno 430 venne poi copiato nella prima versione della Cronaca anglosassone (versione A, scritta nell'891): 430. In questo anno il vescovo Palladio fu mandato da Papa Celestino agli scoti per rafforzare la loro fede. Ma durante il XII secolo il manoscritto fu modificato: … Palladio (o Patrizio)…. In un'altra versione (versione E, scritta nel 1121) Palladio scompare e viene sostituito da Patrizio: 430. In questo anno Patrizio fu mandato da papa Celestino per predicare il battesimo agli scoti.
È da notare come la storia cambi un poco per mano di ciascun scrivano. Così partendo da Palladio inviato tra gli irlandesi già cristiani, si arriva ad una storia su Patrizio, inviato a convertire gli irlandesi.
Altre notizie sono invece del tutto inventate.